# Ettenbeuren

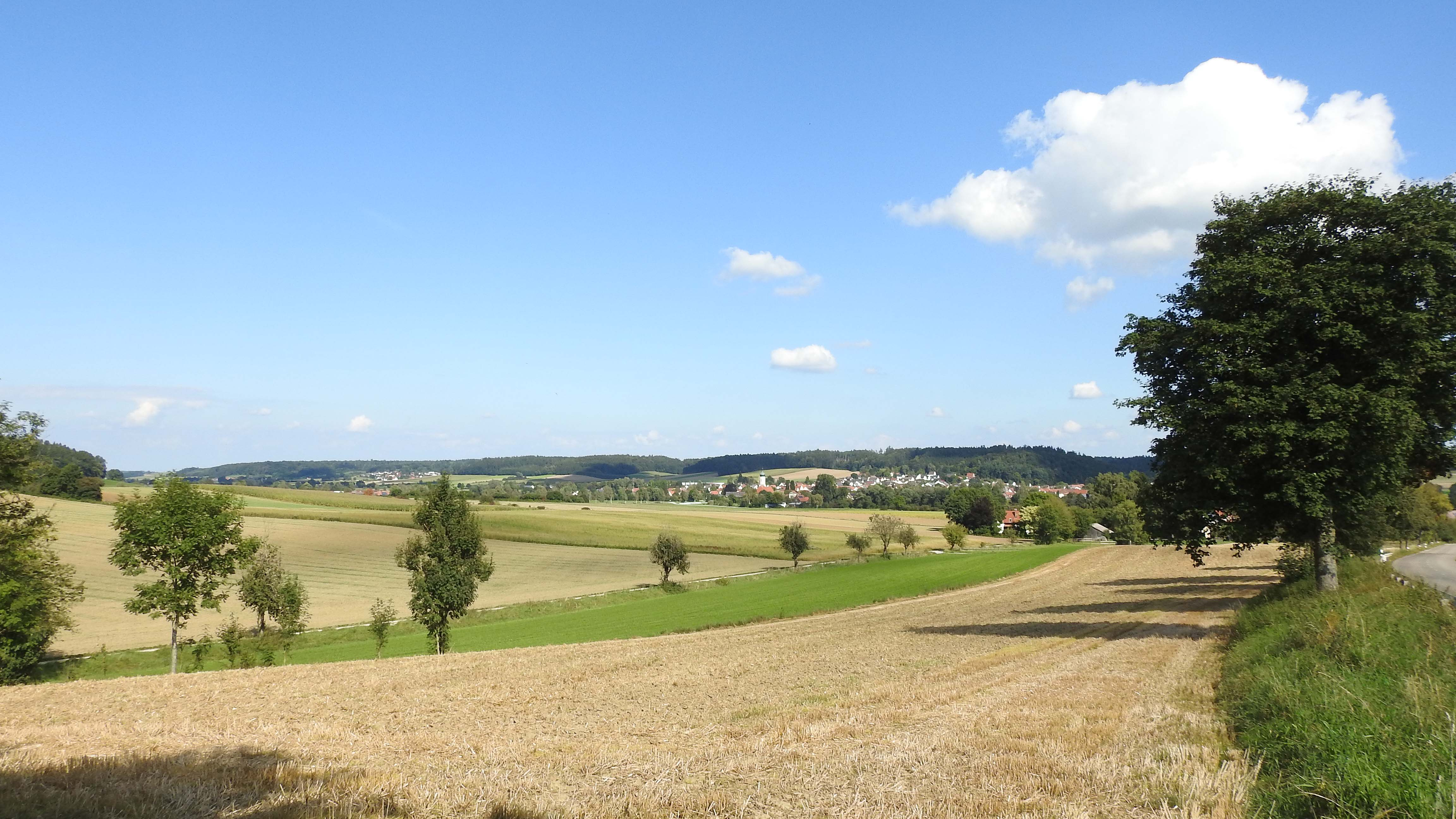
Blick auf Ettenbeuren

Ettenbeuren ist der größte Ort und Verwaltungssitz der schwäbischen Gemeinde Kammeltal im Landkreis Günzburg.

## Geografie
Ettenbeuren liegt im Tal der Kammel, ungefähr in der Mitte der Gemeinde Kammeltal. Durch den Ort führen die Staatsstraßen St 2023 und 2024 sowie die Kreisstraße GZ 25. Ettenbeuren liegt etwa in der geographischen Mitte des Landkreises Günzburg.

## Geschichte
Ettenbeuren wurde im 11. Jahrhundert erstmals urkundlich erwähnt. Aus einer schriftlichen Aufzeichnung geht hervor, dass der Ort im Jahr 955 unter dem Namen „Uttonsbüron“ (= Häuser des Utto) als Tochtersiedlung von Kleinbeuren gegründet wurde.
Erste Siedlungsspuren stammen sogar bereits aus der Hallstattzeit. Große Teile des Ortes gehörten bis zur Säkularisation zu dem Herrschaftsbereich des Klosters Wettenhausen. Zeitweise gehörte der Ort auch zur Markgrafschaft Burgau. In dieser Zeit wurde er an verschiedene Lehensträger vergeben, am längsten die Herren von Roth. 1339 verkaufte Herr Roth (von Schreckenstein) Ettenbeuren und den Burgstall an das Kloster Wettenhausen. Im Jahr 1806 kam Ettenbeuren, wie das gesamte Gebiet zwischen Iller und Lech, zum Königreich Bayern.
Am 1. Juli 1972 wurde die Gemeinde Ettenbeuren, bestehend neben dem Hauptort aus den Ortsteilen Grünhöfe und Reifertsweiler, mit weiteren Gemeinden zur neugegründeten Gemeinde Kammeltal zusammengefasst.

## Bevölkerungsentwicklung
Es handelt sich um Einwohnerzahlen nach dem jeweiligen Gebietsstand bis 1970 und ohne die heute zugehörigen Ortsteile. Die Bevölkerungszahl im Ort von 1987 wurde als Gemeindeteil der Gemeinde Kammeltal angegeben. Die Zahlen sind Volkszählungsergebnisse mit Archivierungen des Bavarikon Internetportals des Freistaats Bayern.
| Jahr      | 1871 | 1925 | 1950 | 1970 | 1987 |
| Einwohner | 447  | 468  | 728  | 788  | 971  |

## Sehenswürdigkeiten
- Die Katholische Pfarrkirche Mariä Himmelfahrt ist ein Saalbau mit Walmdach und eingezogenem Chor mit Dreiseitschluss. Die Instandsetzung des Chors und der Neubau des Turms erfolgte zwischen 1672 und 1684. Im Jahr 1764 bis 1766 wurden Renovierungs- und Umbaumaßnahmen durchgeführt und die Kirche bekam dadurch ihr heutiges Aussehen.
- Pfarrhof
- Die Kerkerkapelle an der südlichen Friedhofsmauer wurde Mitte des 20. Jahrhunderts erbaut.
- Die katholische Feldkapelle östlich des Ortes am Fuße des Schloßbergs wurde 1909 erbaut.
- Mittelalterlicher Burgstall auf dem Schloßberg, einst Sitz der Herren von Roth.
- Das Gasthaus zum Adler ist ein zweigeschossiger Satteldachbau als Fachwerkständerbau mit vorkragendem Giebel. Das Erdgeschoss des Gebäudes wurde 1761 teilweise versteinert.
- Gefallenendenkmal bei der katholischen Pfarrkirche aus dem Ersten und Zweiten Weltkrieg.

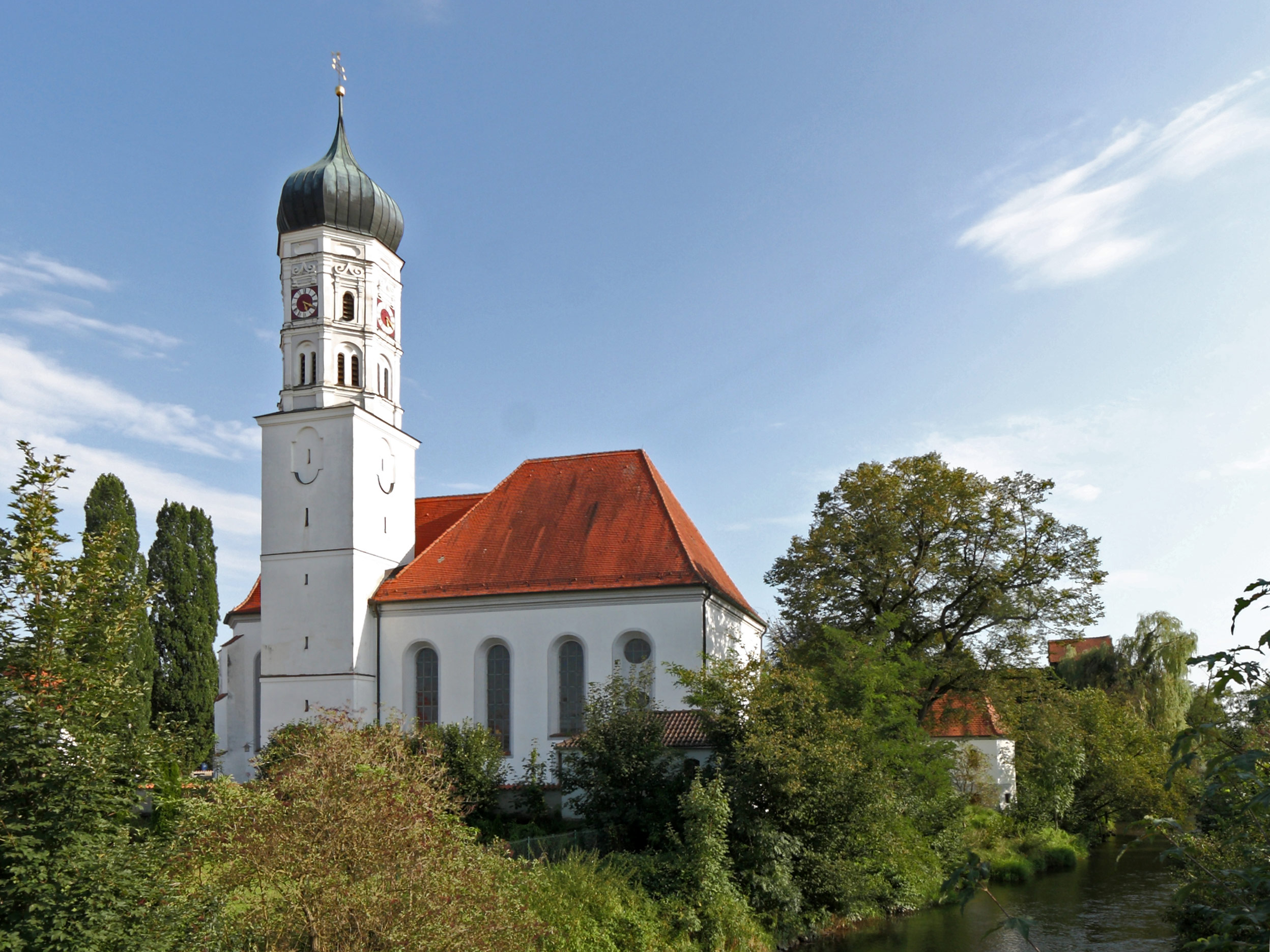
Pfarrkirche Mariä Himmelfahrt
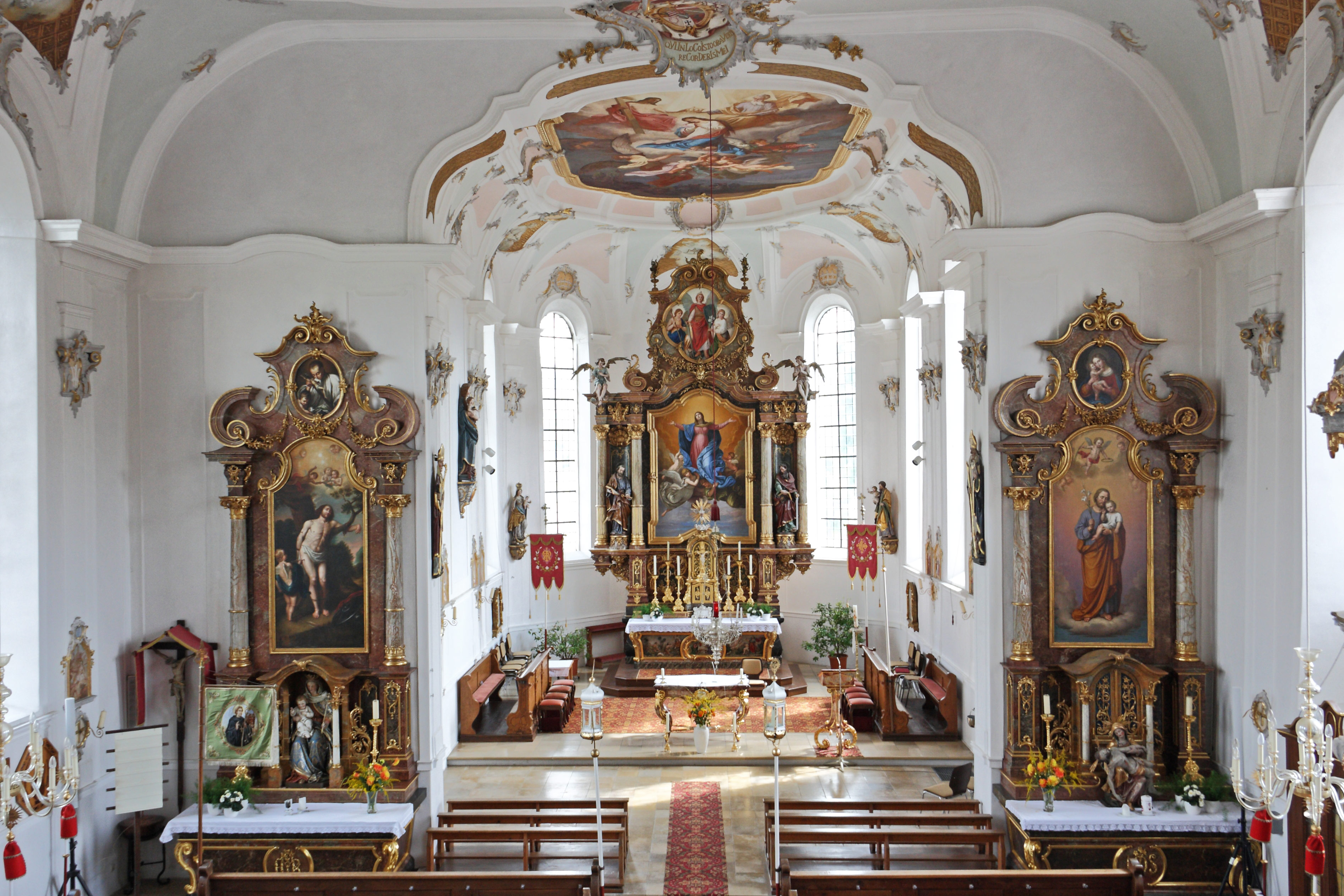
Altar in der Kirche
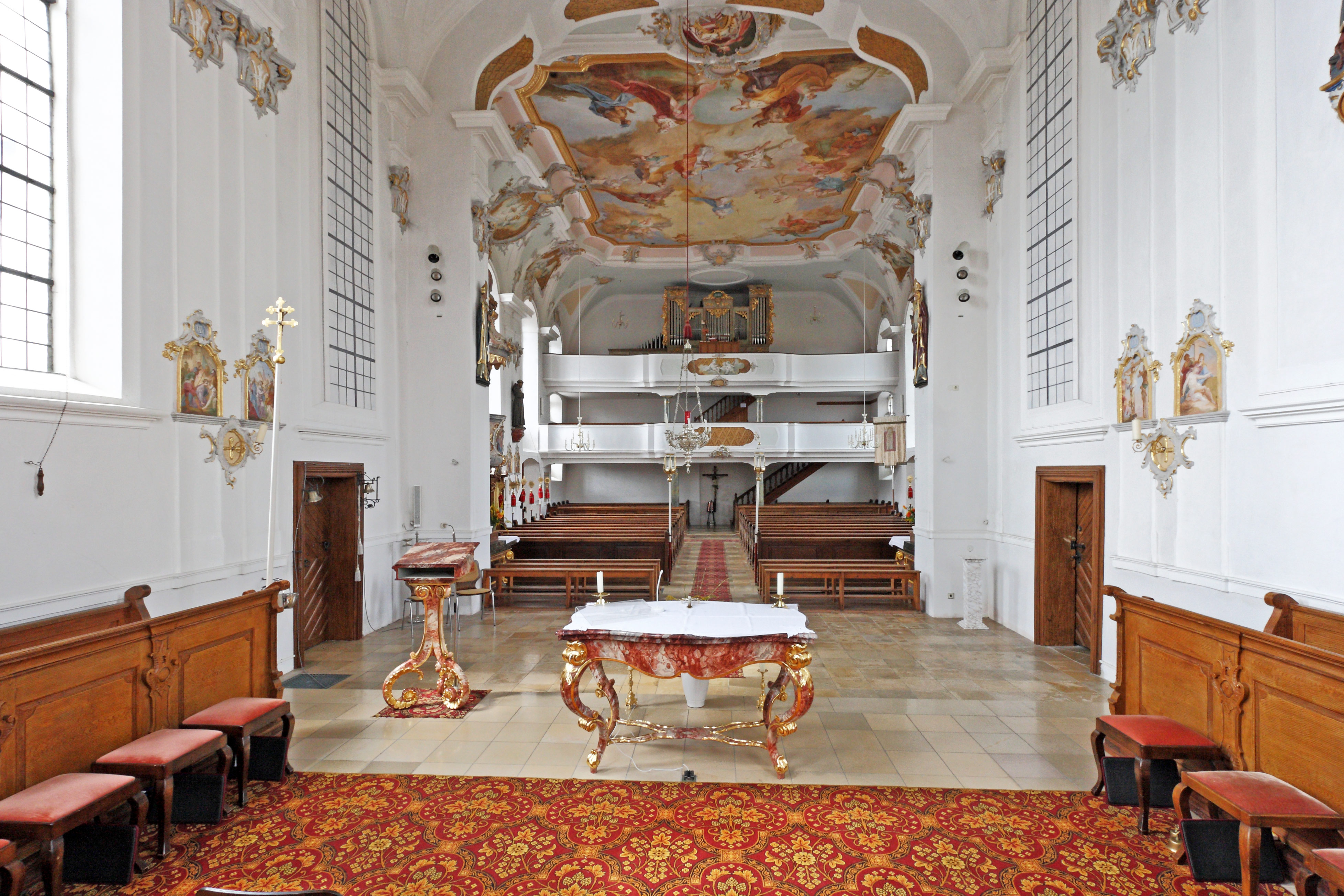
Empore mit Orgel
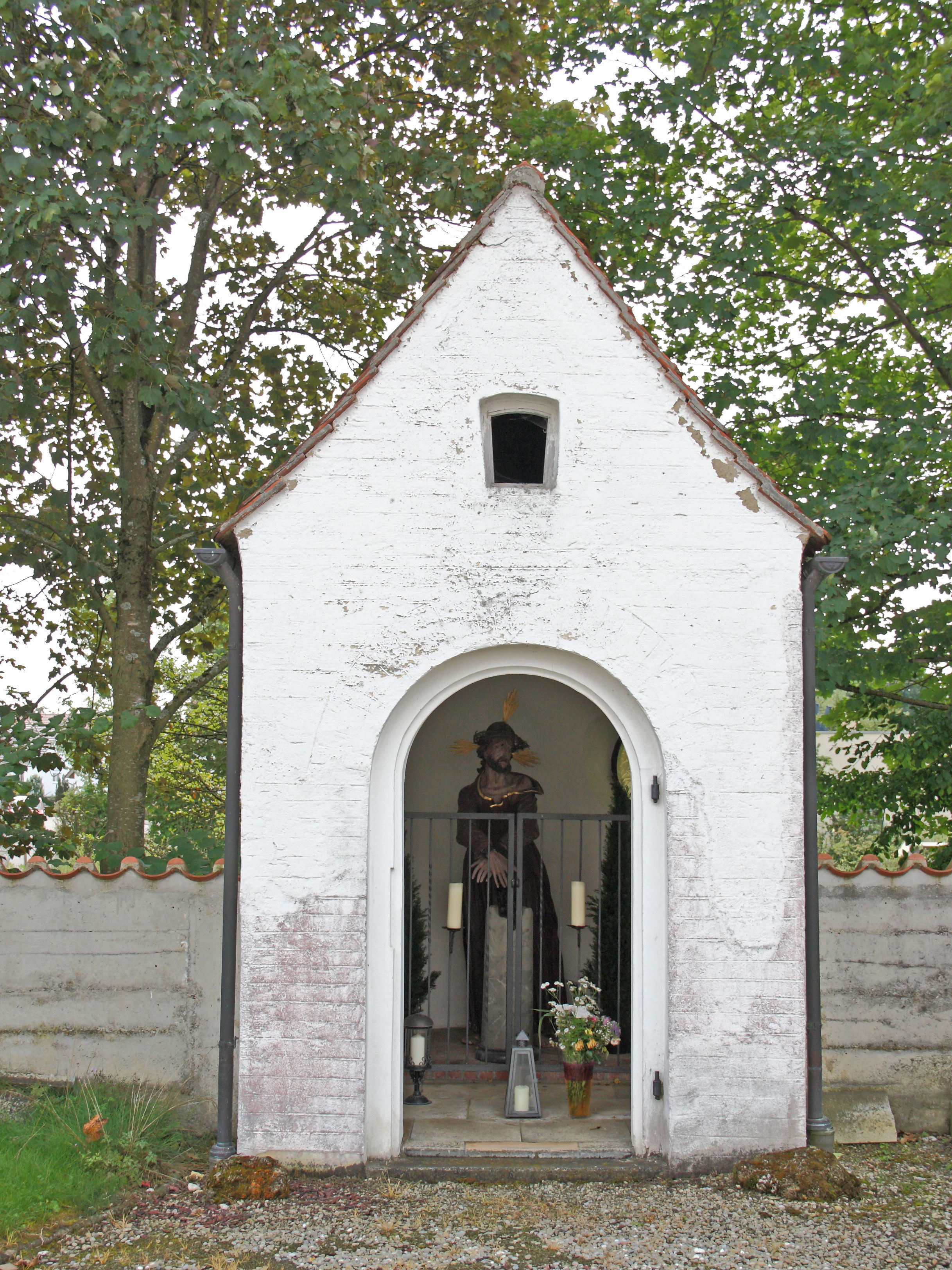
Kerkerkapelle auf dem Friedhof
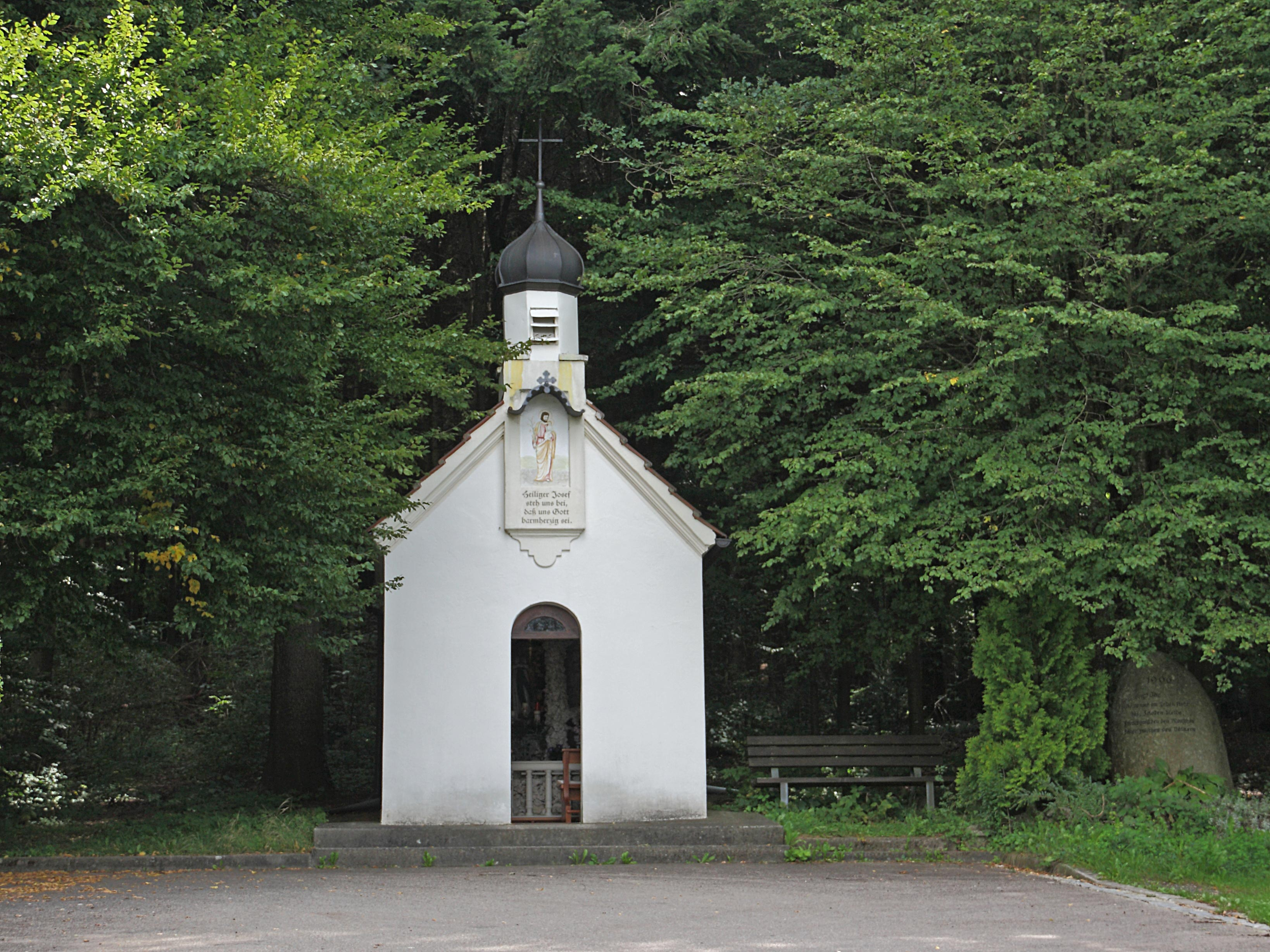
Feldkapelle
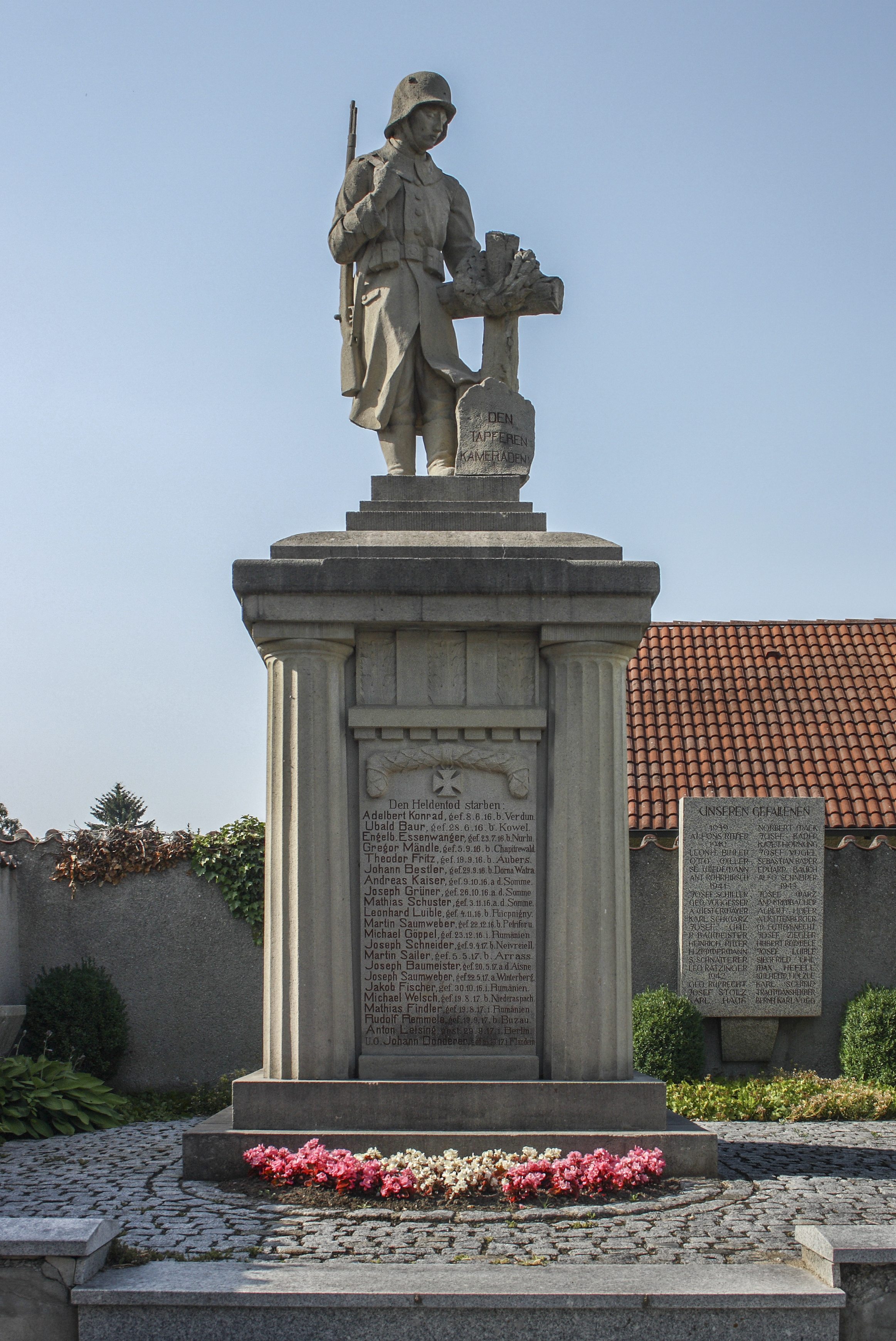
Gefallenendenkmal
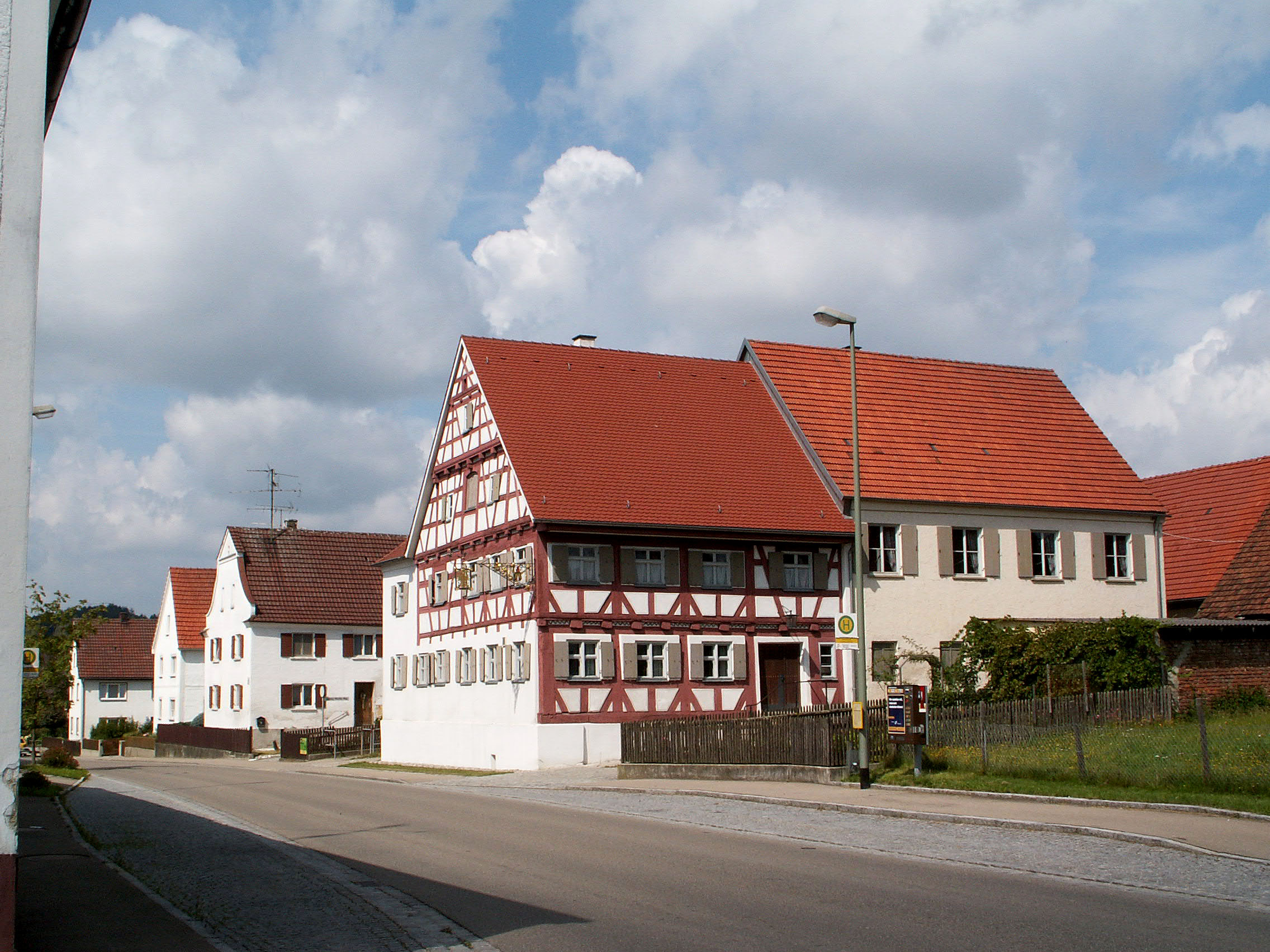
Gasthaus Adler

## Dorfleben
In Ettenbeuren gibt es u. a. folgende Vereine:
- Sportverein Ettenbeuren 1946 e. V.[4], Abteilungen: Fußball, Tischtennis, Gymnastik und Bogensport
- Musikverein Kammeltaler Blasmusik Ettenbeuren 1843 e. V.[5]
- Hüttenteam Ettenbeuren e. V.

## Veranstaltungen
Im Sommer findet jedes Jahr auf einer Wiese außerhalb von Ettenbeuren Richtung Schönenberg die vom Verein Hüttenteam Ettenbeuren e. V. organisierte Open-Air-Party „Beinhart Fete“ statt.

## Sonstiges
- Durch Ettenbeuren führt der Kammeltal-Radweg.
- Am westlichen Ortsrand befindet sich direkt an der Kammel ein Wohnmobilcampingplatz.
- Das Domstift Augsburg hatte in der Umgebung von Wettenhausen große Besitzungen, und in Ettenbeuren die Grund- und Ortsherrschaft. In Ettenbeuren wird das erste Kloster vermutet, das vielleicht 982 gegründet wurde.[6]